# O di uno o di nessuno
O di uno o di nessuno è una commedia in tre atti scritta da Luigi Pirandello nella primavera del 1929 e rappresentata per la prima volta al Teatro di Torino il 4 novembre dello stesso anno dalla Compagnia Almirante-Rissone-Tofano. È tratta dall'omonima novella dello stesso autore.

## Trama
Due veneti colleghi di lavoro, Carlino e Tito, entrambi segretari in un ministero romano, sono anche grandi amici che condividono tutto: il lavoro, la camera ammobiliata in cui vivono. Vorrebbero formarsi una famiglia, ma con gli stipendi dello Stato sarebbe per loro difficile mantenerla. Si domandano quindi perché non condividere, in buona amicizia, anche una donna che faccia da moglie per entrambi.
Una donna l'avevano già avuta in comune al loro paese, quando se la spassavano tutti e due con Melina, una giovane prostituta che allietava la loro spensierata giovinezza. Basterà chiamarla a vivere con loro a Roma dove potrà godere di un tenore di vita migliore di quello che ha. La docile Melina accetta con soddisfazione reciproca di tutti e tre. Questo dimostra come si possa costruire razionalmente la propria esistenza in modo gradevole per tutti senza badare a insensate regole sociali.
A turbare però la pace dell'irregolare ménage à trois accade che Melina sia incinta e, a complicare terribilmente la faccenda, non si sa di chi dei due amiconi. La loro sistemazione razionale si sfalda dinanzi all'intervento della casualità della vita. Una donna si può dividere, ma un figlio no.
L'equilibrio e l'armonia della ragione si rompe e gli egoismi e i sentimenti di proprietà e d'onore, che secondo Pirandello caratterizzano la paternità e che provengono non dalla natura ma dalla società, irrompono a trasformare l'amicizia in odio reciproco.
La conclusione alla quale giungono è che se il figlio che nascerà non potrà essere di uno, allora non sarà di nessuno: i due, però, non hanno fatto i conti con Melina, che ora vive intensamente quel sentimento disinteressato e senza condizioni che è la maternità. La remissiva Melina si ribella e, sebbene abbandonata dai due, decide di far nascere il figlio ma, poco dopo aver partorito, muore.
I due continueranno a contendersi il figlio sino a quando la soluzione verrà ancora una volta dal caso. Vicino alla casa di Melina abita il signor Franzoni, sposato ma senza il figlio che ha dovuto sacrificare per salvare la moglie in pericolo di vita per il parto. Sarà lui ad adottare il figlio di Melina che crescerà come se fosse suo. L'evento riconcilierà Carlino e Tito.

## Edizioni
- Luigi Pirandello, Maschere nude, a cura di Italo Zorzi e Maria Argenziano, Newton Compton Editori, 2007